# 천야오예
천야오예(중국어 간체자: 陈耀烨, 정체자: 陳耀燁 진요엽, 1989년 12월 16일~)는 중화인민공화국의 바둑 기사이다. 2000년 프로가 되었고 2007년 9단에 올랐다.

## 경력
- 2002년 전국소년전 A조 우승, 한중일 신예대항전 중국대표
- 2004년 4단 승단
- 2005년 10회 LG배 세계기왕전 결승 진출, 아함동산배 4강, 5단 승단, 전국개인전 남자부 우승
- 2006년 10회 LG배 세계기왕전 준우승(대 구리 2:3), 도요타덴소배 32강
- 2007년 제6회 초상은행배 준우승(대 퍄오원야오 0:1), 제19회 TV 바둑 아시아 선수권대회 준우승(대 이세돌 0:1), 9단 승단
- 2009년 제23기 중국천원전 우승(대 구리 2:0), 한중천원전 우승(대 강동윤 2:1), 제5회 위부부동산배 준우승(대 쿵제 0:1)
- 2010년 제24기 중국천원전 우승(대 구리 2:1), 한중천원전 준우승 (대 박정환 1:2)
- 2011년 제25기 중국천원전 우승(대 저우허시 2:0), 한중천원전 우승 (대 최철한 2:0), 제3회 BC카드배 월드 바둑 챔피언십 8강, 16회 LG배 세계기왕전 32강, 16회 삼성화재배 4강
- 2012년 제4회 BC카드배 월드 바둑 챔피언십 8강, 제26기 중국천원전 우승(대 저우허시 2:0), 한중천원전 우승(대 최철한 2:0), 2012 삼성화재배 8강, 제9기 창기배 우승(대 퉈자시)
- 2013년 제1회 바이링배 준우승(대 저우루이양 0:3), 제27기 중국천원전 우승(대 구링이 2:0), 제9회 춘란배 우승(대 이세돌 2:1), 제17회 한중천원전 우승(대 박영훈 2:1), 제6회 봉황고성배 우승(대 박정환 1:0), 18회 LG배 세계기왕전 4강, 제26기 중국명인전 우승(대 탄샤오 3:1)
- 2014년 이벤트 대국인 징더전배에서 최철한에게 패배, 천원전 우승 (대 커제 2-1)
- 2015년 제29기 중국천원전 우승(대 미위팅 2:0)
- 2016년 제3회 바이링배 우승(대 커제 3:1), 제30기 중국천원전 우승(대 탕웨이싱 2:0), 제7기 용성전 준우승(대 미위팅 0:2), 제18기 아함동산배 준우승(대 커제)
- 2017년 해협양안왕관쟁패전 준우승(대 당이페이)
- 2018년 제4회 바이링배 4강, 제1회 천부배 우승(대 신진서 2:1)
- 2019년 제6회 국수산맥 국제바둑대회 우승(대 랴오위안허)

## 국제기전 성적
| 대회         | 2005   | 2006 | 2007   | 2008 | 2009 | 2010  | 2011 | 2012   | 2013 | 2014 | 2015 | 2016 | 2017 | 2018 | 2019 | 2020 | 2021 |
| ------------ | ------ | ---- | ------ | ---- | ---- | ----- | ---- | ------ | ---- | ---- | ---- | ---- | ---- | ---- | ---- | ---- | ---- |
| 잉씨배       | -      | -    | -      | ×    | -    | -     | -    | ×      | -    | -    | -    | ×    | -    | -    | -    | ×    | -    |
| 후지쯔배     | ×      | ×    | ×      | ×    | ×    | ×     | ×    | 중지   | -    | -    | -    | -    | -    | -    | -    | -    | -    |
| 삼성화재배   | ×      | ×    | ×      | ×    | 8강  | ×     | 4강  | 8강    | 16강 | 32강 | ×    | 32강 | 16강 | 32강 | 16강 | 32강 | ×    |
| LG배         | 준우승 | 8강  | ×      | ×    | 32강 | 16강  | 32강 | ×      | 4강  | 8강  | 32강 | 8강  | 16강 | ×    | 8강  | ×    | ×    |
| 춘란배       | -      | 16강 | -      | 16강 | -    | 24강  | -    | 우승   | -    | 4강  | -    | 16강 | -    | 8강  | -    | 16강 | -    |
| 도요타덴소배 | -      | 32강 | -      | ×    | 중지 | -     | -    | -      | -    | -    | -    | -    | -    | -    | -    | -    | -    |
| BC카드배     | -      | -    | -      | -    | ×    | ×     | 8강  | 8강    | 중지 | -    | -    | -    | -    | -    | -    | -    | -    |
| 바이링배     | -      | -    | -      | -    | -    | -     | -    | 준우승 | -    | 8강  | -    | 우승 | -    | 4강  | -    | 중지 | -    |
| 몽백합배     | -      | -    | -      | -    | -    | -     | -    | -      | 32강 | -    | 32강 | -    | 32강 | -    | 64강 | -    | -    |
| 신아오배     | -      | -    | -      | -    | -    | -     | -    | -      | -    | -    | -    | 16강 | -    | 중지 | -    | -    | -    |
| 천부배       | -      | -    | -      | -    | -    | -     | -    | -      | -    | -    | -    | -    | -    | 우승 | -    | 중지 | -    |
| TV아시아     | ×      | ×    | 준우승 | ×    | ×    | 1회전 | ×    | ×      | ×    | ×    | ×    | ×    | ×    | ×    | ×    | 중지 | -    |
| 농심배       | ×      | 0:1  | ×      | ×    | ×    | ×     | ×    | 0:1    | 3:1  | ×    | ×    | ×    | 0:1  | ×    | ×    | ×    | ×    |

## 기타
- 중국 전통의 바둑 기전인 천원전에서 구리에게 승리를 거두며 7연속 우승을 저지했는데, 구리 시대의 몰락을 알린 사건으로 평가된다.
- 제10회 LG배에서 구리에게 2연패 후 2연승에서 막판을 패배해 아쉽게 준우승에 머물렀는데, 당시에 만약 천야오예가 우승을 했다면 이창호의 세계대회 최연소 우승 기록을 경신할 수 있었다.
- 빠른 속도로 중국 정상권으로 치고 올라갔으나 타이틀 획득에는 항상 실패했었다. 세계대회에서도 "강한 기사이지만 우승 후보는 아니다"라는 말을 자주 들었다. 그러다 천원전 우승 이후 다시 세계대회에서 힘을 내기 시작했으며 2012년 말 바이링배와 춘란배에서 동시에 결승에 올랐고 그 중 춘란배에서 이세돌을 꺾고 생애 첫 세계대회 우승을 차지했다.
- 스웨와 더불어 현재 중국기사 중 한국기사에게 가장 강하고 까다로운 기사로 평가받고 있다. 철저한 실리형 기풍에 강한 수읽기가 뒷받침되어 한국기사에게 좋은 성적을 거두고 있다.
- 최철한에게는 '천적'으로 통하였는데, 처음에는 1승 1패를 기록했으나 한중천원전에서 두번 연달아 2:0으로 승리한 것을 비롯해 대 최철한 8연승을 기록하기도 하였다. 하지만 최근 다섯번의 대결에서는 이벤트전인 징더전배 패배를 포함해 1승 4패를 당하여 통산전적은 10:5로 앞선다.